# Christian Hoffmann (Dichter)
Christian Hoffmann (* 1634 in Breslau; † 16. April 1674 ebenda) war ein deutscher Lehrdichter und Rhetoriker.

## Leben
Christian Hoffmann ging zuerst in Liegnitz und Breslau zur Schule. 1653 begab er sich nach Leipzig, um dort Philosophie und Theologie zu studieren. Anschließend arbeitete er wahrscheinlich als schlesischer Bergbaubeamter im Dienst der Herzöge von Liegnitz. Seine Studien setzte er ab 1664 in Jena fort und wurde vor 1667 Magister der Theologie. Daraufhin erteilte er Unterricht an der philosophischen Fakultät der Universität Jena und ab 1671 am Elisabeth-Gymnasium in Breslau. In eben dieser Stadt starb er 1674 im Alter von 40 Jahren.
Hoffmann verfasste Lehrschriften für Redner sowie diverse Disputationen. Bekanntheit erlangte er aber vor allem durch sein didaktisches montanistisches Lehrgedicht Berg-Probe: Oder Reichsteinischer Göldner Esel (1659), das er laut dem Titel in „bergmännischer Redensart“ verfasste. Der deutsche Dramatiker Daniel von Czepko trug Hoffmanns an innerem poetischem Gehalt reiche Dichtung kurz nach deren Niederschrift den Herzögen von Liegnitz vor. Die Berg-Probe erschien 1674 in Jena im Druck und weist den Verfasser als wissenschaftlich gebildeten, mit gründlichen Sprachkenntnissen ausgestatteten Mann aus.
Aus dem Poem ist ersichtlich, dass Hoffmann ein Anhänger des deutschen Dichters Martin Opitz war. Es umfasst insgesamt 704 paargereimte Alexandriner und behandelt das Berg- und Hüttenwesen um den Goldenen Esel in den nördlichen Sudeten. Der Autor verwendete aktuelle Fachschriften als Quellen, konnte sich aber auch auf eigene Autopsie des schlesischen Bergwesens stützen. Sehr gelungen ist dem Dichter besonders die malerische Beschreibung des Reichsteinischen Erzgebirges in den Sudeten. Die bergmännische Sprache mit ihren technischen Ausdrücken wirkt nicht störend für die Schilderung jener unterirdischen Naturgemälde. Zu den vorzüglicheren Stellen des Gedichts gehört die mystische Erklärung vom Ursprung der Metalle im Mund der Nymphe des Gebirges, als sie von einem in die Tiefen der Erde hinabgestiegenen schlesischen Herzog um jenes Geheimnis befragt wird.